# Judith Arnal Martínez
Judith Arnal Martínez (San Sebastián, 6 de noviembre de 1985) es una economista española, consejera del Banco de España, Senior Research Fellow del Real Instituto Elcano y profesora del master in Management del Instituto de Empresa.

## Biografía
Nació en San Sebastián. Se licenció en Economía y en Derecho por la Universidad de Navarra en 2009.Técnico Comercial y Economista del Estado en 2012. Realizó un Máster en Gestión de Carteras por el Instituto de Estudios Bursátiles en 2013. Máster en Macroeconometría y Finanzas, Universidad Internacional Menéndez Pelayo en 2015. Doctora en Economía y Empresa, Universidad de Navarra en 2019,con la tesis: "Essays on the Sovereign-Bank Feedback Loop and the European Banking Union".

### Trayectoria profesional
En 2012, trabajó como asesora en regulación financiera y asuntos europeos, Tesoro Público. En 2016 a 2019, fue presidenta del Eurogroup Working Group Task Force on Coordinated Action, Comité Económico y Financiero de la Unión Europea, hasta 2019.
2019 a 2021 pasó a desempeñar el cargo de representante española en el Comité de Servicios Financieros del Consejo de la Unión Europea. Fue directora del Gabinete Técnico y de Análisis Financiero, Tesoro Público,En 2021 a 2022 fue directora del Gabinete de la Vicepresidenta Primera del Gobierno, y Ministra de Asuntos Económicos y Transformación Digital.En 2022 miembro del Consejo Científico del Real Instituto Elcano.En 2023 ocupó varios cargos:  senior research fellow en el Center for European Policy Studies (CEPS). Miembro de la comisión de auditoría del Banco de España.  Consejera del Banco de España. Senior research fellow del Real Instituto Elcano.Desde 2024 Profesora del Master in Management del Instituto de Empresa.